# Тома Песке
Тома́ Готьє́ Песке́ (27 лютого 1978, Руан) —французький пілот, астронавт Європейського космічного агентства, за освітою інженер аерокосмічної техніки. Песке був відібраний агентством у травні 2009 року та успішно пройшов базову підготовку в листопаді 2010 року. З 19 листопада 2016 до червня 2017 року Тома Песке брав участь у роботі Міжнародної космічної станції як бортінженер команд 50-ї та 51-ї експедицій МКС. У квітні 2020 ЄСА затвердила Песке до нового старту і наступного року з другим пілотованим запуском SpaceX він повернувся на орбіту в складі 65-ї експедиції.

## Особисте життя
Тома Песке народився в Руані, проте вважає рідним містом Дьєпп. Є молодшим із двох синів професора фізики й математики. Тома здобув чорний пояс із дзюдо, серед улюблених видів спорту називає баскетбол, біг, плавання і сквош. Поціновувач пригод і розваг на свіжому повітрі, полюбляє кайтсерфінг, гірський велосипед, вітрильний спорт, катання на лижах і альпінізм. Також має значний досвід і професійні ліцензії з підводного плавання та парашутного спорту. Інші інтереси: подорожі, гра на саксофоні, читання.
Крім рідної мови, володіє англійською, іспанською, німецькою, російською, вивчає китайську.
Музикант-любитель, отримав у подарунок саксофон з одним із вантажів на МКС, перебуваючи на орбіті взяв участь у записі пісні та кліпу гурту les Spacelatorz. Переспів пісні L'Art de la joie анонсували як перший запис зроблений у співпраці музикантами на Землі та на орбіті.

## Освіта
Тома Песке закінчив Ліцей П'єра Корнеля в Руані у 1998 році.
У 2001 році він отримав ступінь магістра у вищій національній школі Аеронавтики та космосу в Тулузі, Франція, за спеціальністю інженерія космічних систем і космічних апаратів. Провів останній рік навчання в Політехнічній школі Монреаля, Канада, як студент по обміну магістерської програми з аеронавтики і дослідження космічного простору.
2006 року закінчив льотну школу ВВС Франції та здобув ліцензію пілота транспортної авіації (ATPL-IR), найвищу в системі Instrument Rating.
Є членом французької Асоціації Аеронавтики і Астронавтики (3AF) і американського Інституту Аеронавтики та Астронавтики (АІАА). 12 квітня 2021 року номінований Послом доброї волі Продовольчої та сільськогосподарської організації ООН.

## Кар'єра
З жовтня 2001 року, Тома працював інженером з динаміки космічних апаратів під час місій дистанційного зондування в мадридському відділенні компанії GMV, S.A.
Між 2002 і 2004 Тома Песке працював на французьку космічну агенцію CNES як інженер-дослідник автономності космічних місій. Він також проводив різні дослідження щодо дизайну майбутнього Європейського посадкового сегменту, брав участь у розробці програмного документу European Space Technology Harmonisation. З кінця 2002 року був представником CNES у Консультативному комітеті з космічних систем даних (Consultative Committee for Space Data Systems), працюючи в царині крос-підтримки міжнародних космічних агенцій.

Як приватний пілот Песке був обраний у 2004 році для участі в програмі з льотної підготовки Air France. Він продовжив кар'єру в цій французькій авіакомпанії, ставши комерційним пілотом на Airbus А320 в 2006 році. Має більше 2000 годин нальоту на різних комерційних авіалайнерах, кваліфікацію пілота-інструктора А320 та інструктора з Crew Resource Management.

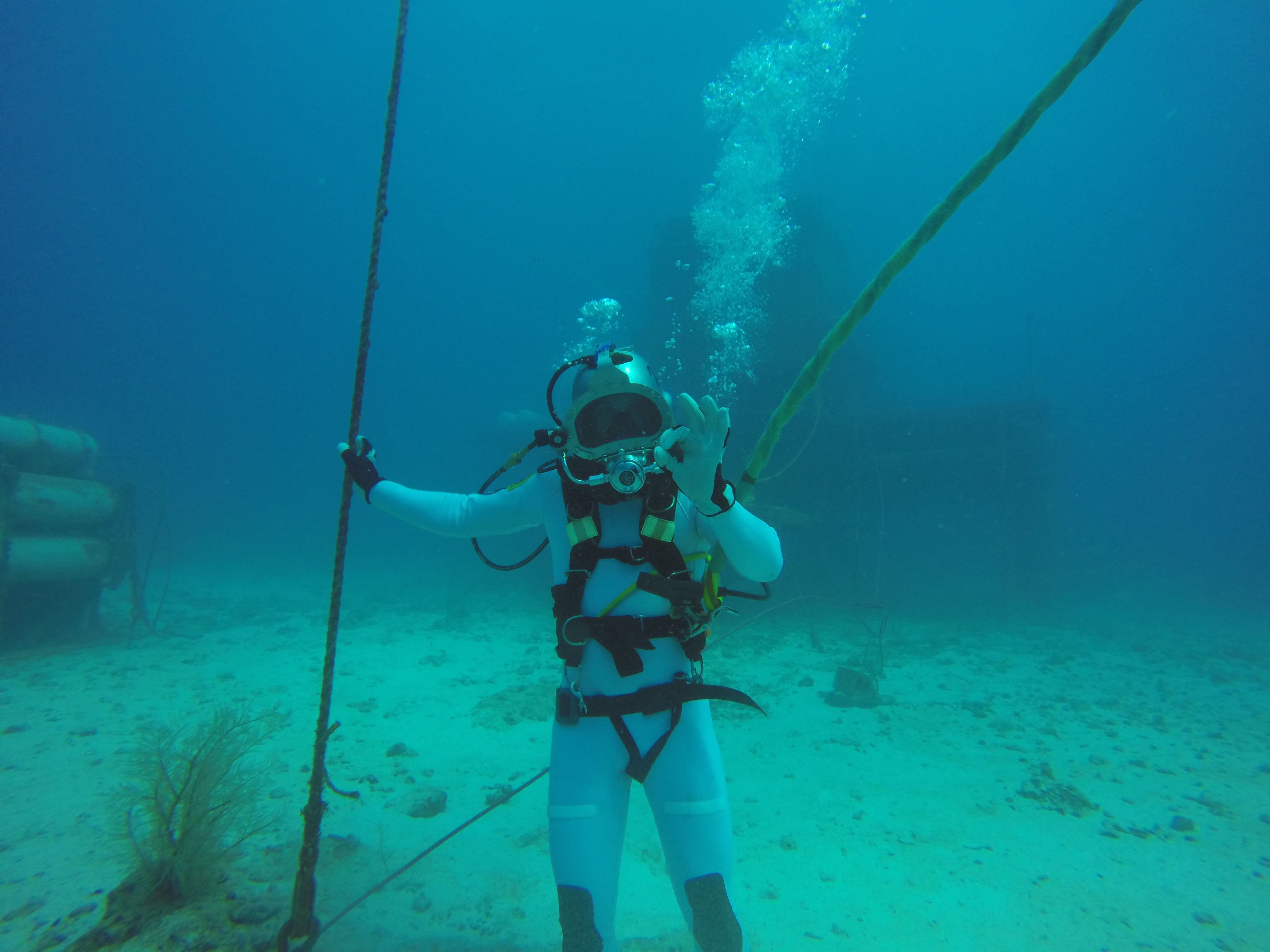
Тома Песке під час підготовки за програмою NEEMO 18.

### Кар'єра в ЄКА
Тома Песке був обраний астронавтом Європейського космічного агентства (ЄКА) у травні 2009 року. Він приєднався до ЄКА у вересні 2009 року і успішно завершив курс базової підготовки в листопаді 2010 року. Був наймолодшим членом підрозділу європейських астронавтів European Astronaut Corps.
10 червня 2014 року НАСА оголосило, що Тома Песке долучиться до команди акванавтів на борту підводної лабораторії Aquarius (Водолій) протягом підводної дослідницької місії NEEMO 18, яка розпочалася 21 липня 2014 року і тривала дев'ять днів. Також він брав участь у підземній експедиції ESA CAVES 2011 року і місії НАСА SEATEST ІІ в 2013 році, поглиблюючи свій досвід дослідницької роботи.
У 2014 році Тома був призначений ЄКА для шестимісячної місії на Міжнародній космічній станції, що стартувала в листопаді 2016 року. До того він був резервним астронавтом при відправленні Андреаса Могенсена у 10-денний політ на МКС у вересні 2015 року.

### Експедиція 50/51

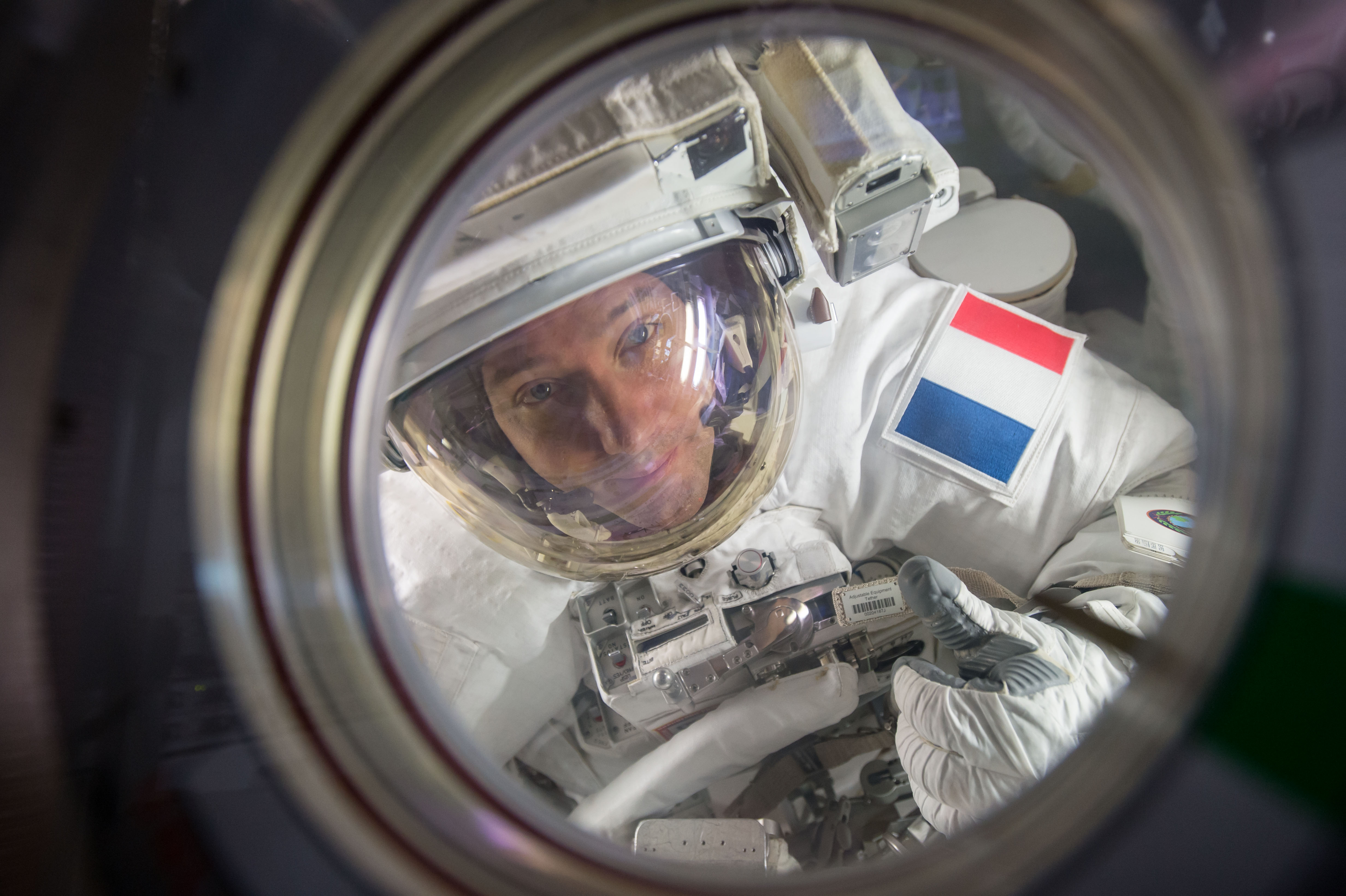
Тома Песке під час виходу в відкритий космос 13 січня 2017

Песке стартував з космодрому Байконур на борту Союз-МС-03 17 листопада 2016 року. Він проведе шість місяців на Міжнародній космічній станції у складі експедиції 50/51. Прибувши на МКС 19 листопада 2016 року, він став першим французьким астронавтом від часів Леопольда Эйартца, який допомагав у встановленні Європейського лабораторного модуля Коламбус під час експедиції 16 у 2008-му році. Космічна подорож Тома Песке знаменує собою початок Європейської місії Проксіма.
Проксіма включатиме 50 наукових експериментів для ЄКА і CNES. Місія названа на честь зірки Проксима Центавра. Її логотип був розроблений спільно Тома Песке та Карен Ольденбург.
Перший вихід у відкритий космос Песке здійснив у парі з Шейном Кімбро 13 січня 2017 року. Позакорабельна діяльність була присвячена підготовці інфраструктури до заміни батарей МКС і тривала 5 годин, 58 хвилин.
Крім наукової та технічної роботи, Тома Песке робить велику кількість фотознімків, приділяючи особливу увагу красі природних і рукотворних об'єктів Землі.

### Експедиція 65/66
У другий свій космічний політ Песке стартував з мису Канаверал на кораблі Dragon 2 разом з астронавтами НАСА Кетрін Меган Макартур, Роберт Шейн Кімбро (командир корабля) та японським астронавтом Акіхіко Хосіде.